# Cedar Grove (Virgínia Ocidental)
Cedar Grove é uma cidade  localizada no estado norte-americano de Virgínia Ocidental, no Condado de Kanawha.

## Demografia
Segundo o censo norte-americano de 2000, a sua população era de 862 habitantes.
Em 2006, foi estimada uma população de 815, um decréscimo de 47 (-5.5%).

## Geografia
De acordo com o United States Census Bureau tem uma área de
2,0 km², dos quais 2,0 km² cobertos por terra e 0,0 km² cobertos por água. Cedar Grove localiza-se a aproximadamente 195 m acima do nível do mar.

## Localidades na vizinhança
O diagrama seguinte representa as localidades num raio de 12 km ao redor de Cedar Grove.